# La Villa (Badia)
La Villa (La Ila in ladino; Stern in tedesco) è una località turistica, frazione del comune italiano di Badia (Val Badia, Trentino-Alto Adige).

## Geografia fisica
Vicino a La Villa si trova il lago Sompunt, un piccolo bacino lacustre a 1460 m s.l.m.

## Origini del nome
Il paese è caratterizzato da una forte maggioranza di abitanti che parlano la lingua ladina. Il nome deriva dal termine ladino (Ila o Iles al plurale) utilizzato storicamente per descrivere le abitazioni unifamiliari dei contadini.

## Monumenti e luoghi d'interesse
La parte storica dell'abitato è detta La Ila Alta e si trova in posizione rialzata rispetto al percorso della strada statale, dove si trova lo sviluppo urbano più recente. Qui si trovano alcuni dei luoghi di maggior interesse, come il Ciastel Colz, il castello rinascimentale chiamato dagli abitanti la gran Ciasa e la chiesa parrocchiale dedicata a Santa Maria Assunta con annesso il cimitero.

## Infrastrutture e trasporti
A La Villa si trova lo svincolo che porta al passo di Valparola, passando per i centri di San Cassiano e Armentarola. Da qui si raggiunge il passo Falzarego, e si ha la possibilità di scendere a Cortina d'Ampezzo, oppure verso Alleghe.

## Sport
Ospita tradizionalmente ogni anno, nel mese di dicembre, una gara della Coppa del Mondo di sci alpino: sulla pista Gran Risa, che dal Piz La Ila scende fino al paese, si svolge una gara di slalom gigante maschile. La località ha ospitato anche le gare di Coppa del Mondo femminile di sci.
L'altra pista sull'altro versante rispetto alla Gran Risa, la Alting è meno famosa, ma egualmente importante per la storia dello sci alpino, essendo stata teatro della prima gara sperimentale di Super-G, la disciplina collocata a metà strada tra slalom gigante e discesa libera.

## Galleria d'immagini

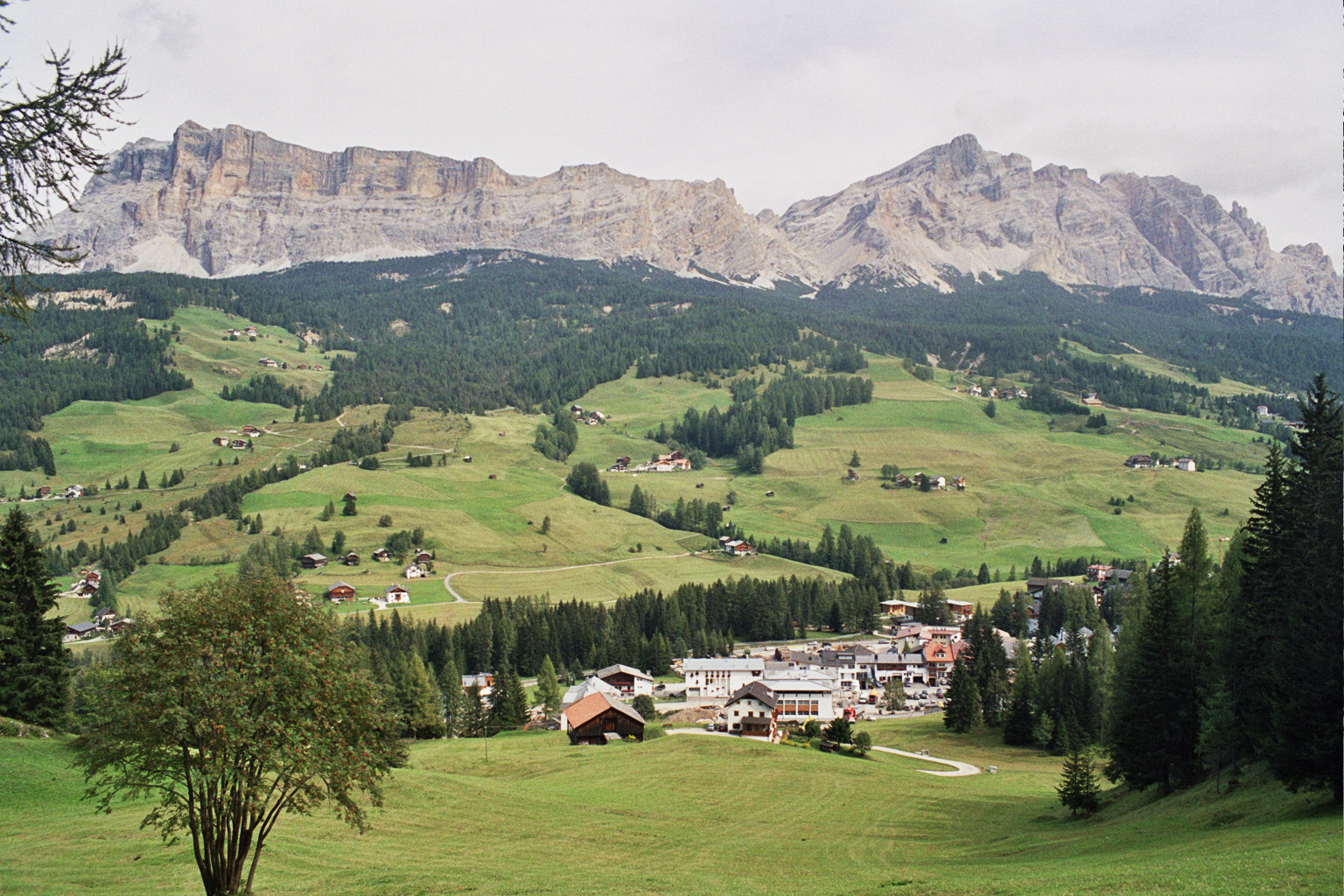
Veduta di La Villa
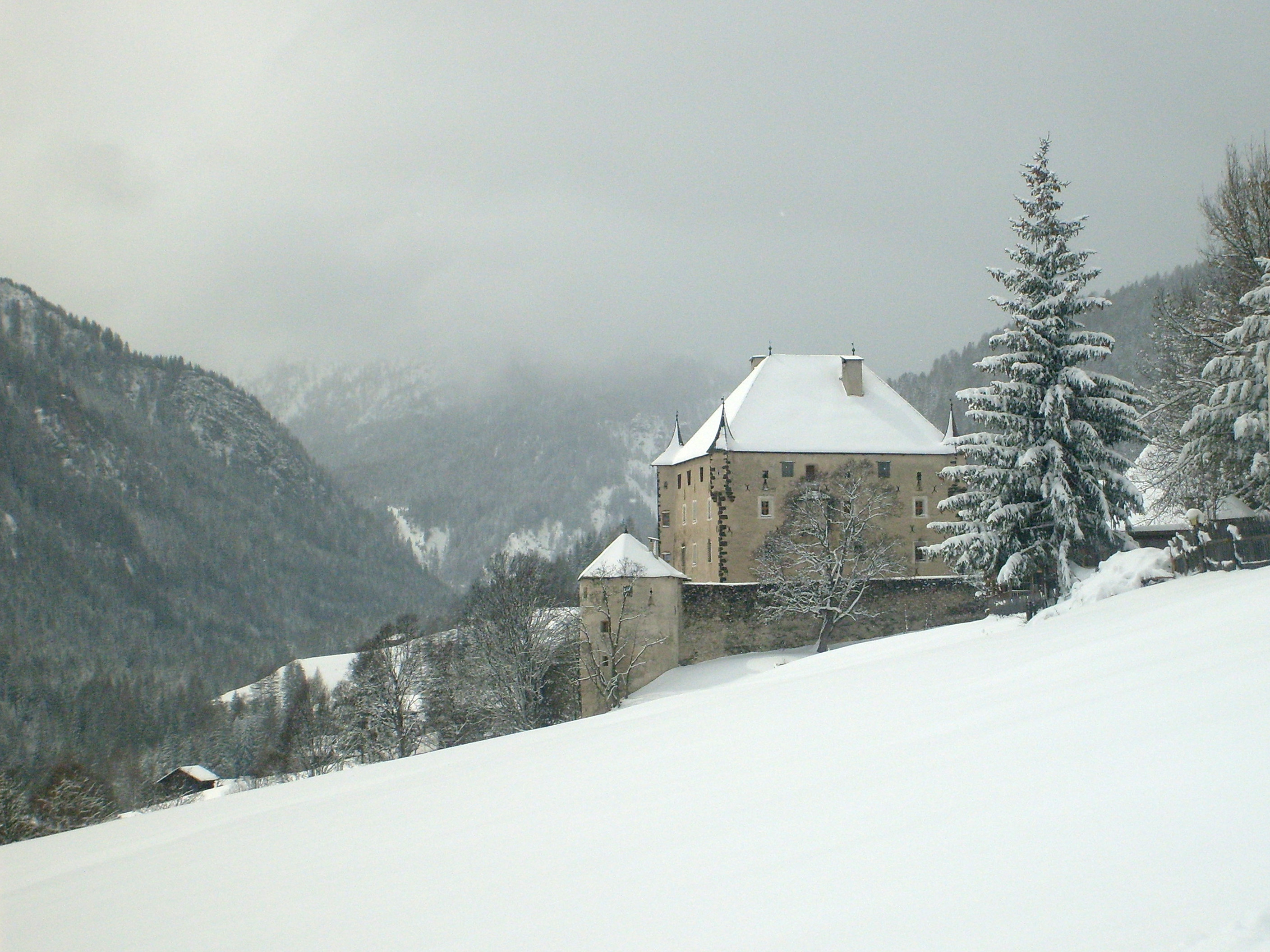
Castel Colz
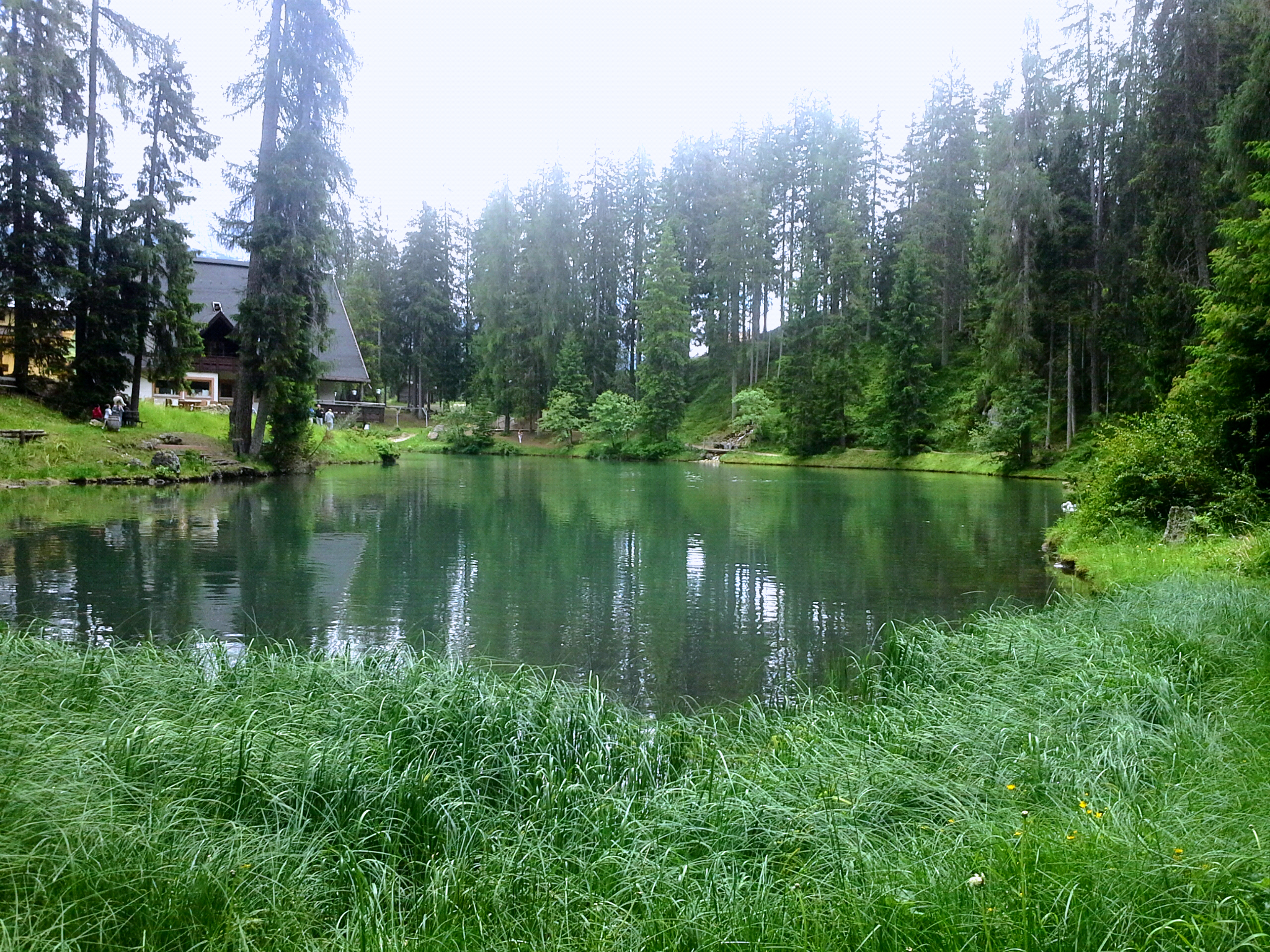
Il lago Sompunt